# Stari Perkovci
Stari Perkovci – wieś w Chorwacji, w żupanii brodzko-posawskiej, w gminie Vrpolje. W 2011 roku liczyła 1123 mieszkańców.